# Кробув
Кробув (пол. Krobów) — село в Польщі, у гміні Груєць Груєцького повіту Мазовецького воєводства.
Населення — 356 осіб (2011).
У 1975-1998 роках село належало до Радомського воєводства.

## Демографія
Демографічна структура станом на 31 березня 2011 року:
|          | Загалом | Допрацездатний вік | Працездатний вік | Постпрацездатний вік |
| -------- | ------- | ------------------ | ---------------- | -------------------- |
| Чоловіки | 183     | 35                 | 135              | 13                   |
| Жінки    | 173     | 31                 | 116              | 26                   |
| Разом    | 356     | 66                 | 251              | 39                   |